# Rahim Ememi
Rahim Ememi (Tabriz, 17 de mayo de 1982) es un ciclista iraní.
En abril de 2017 fue suspendido con 7 años y medio tras haber dado positivo en un control antidopaje realizado en octubre de 2016.

## Palmarés
| 2009 - Campeonato de Irán en Ruta 2011 - Tour de Filipinas, más 2 etapas - 1 etapa del Tour de Irán 2013 - 1 etapa del Tour de Ijen - Tour de Fuzhou, más 1 etapa 2014 - Campeonato de Irán en Ruta - 1 etapa del Tour de Singkarak - 1 etapa del Tour de Irán | 2015 - 1 etapa del Tour de Japón - Tour de Fuzhou 2016 - 1 etapa del Tour de Singkarak |